# دانشگاه ایالتی نیویورک در آلبانی
دانشگاه ایالتی نیویورک در آلبانی (به انگلیسی: State University of New York at Albany) یک دانشگاه تحقیقاتی دولتی در آلبانی واقع در ایالت نیویورک آمریکا است که در سال ۱۸۴۴ میلادی بنیان‌نهاده شده‌است.
این دانشگاه زیرمجموعهٔ سامانهٔ دانشگاهی ایالتی نیویورک است.